# Лихоборы
Лихобо́ры — историческая местность на севере Москвы и на реке Лихоборке. Соседствует на юго-западе с Петровско-Разумовским, на северо-западе с Ховриным, на севере с Дегуниным и Бескудниковым, на востоке с Владыкиным, на юго-востоке с Марфиным и Останкиным. Сегодня историческая местность и деревня Лихоборы частично входит в район Коптево и образует треть его территории.
Сложилась на месте бывших селений Лихоборы, Нижние Лихоборы и Верхние Лихоборы. Название сохранилось в наименовании Верхнелихоборской улицы, 1-го и 3-го Нижнелихоборских проездов, улицы Лихоборские бугры, железнодорожной станции Лихоборы и находящейся в её границах станции МЦК Лихоборы, а также станции метро «Верхние Лихоборы».

## История

### Нижние Лихоборы
Деревня образовалась в начале XVIII века с переносом крестьянских дворов села Топорково к Дмитровской дороге. Деревня вошла в состав Москвы в 1927 году с установлением границы города по Лихоборке.

### Верхние Лихоборы
Деревня возникла в XVIII веке на месте пустоши Собакино вследствие обустройства почтовой станции на Дмитровской дороге. Во второй половине XIX века около деревни были построены кирпичные заводы, в XX веке — красильно-отбельная фабрика, пуговичная артель и мебельная фабрика, предприятия по производству спортивных изделий и радиоприёмников. Верхние Лихоборы вошли в состав Москвы в 1960 году с расширением территории города до МКАД.

### В составе Москвы
С начала 1960-х годов — район массовой жилой застройки. Основная магистраль — Дмитровское шоссе.